# Đội tuyển bóng chuyền nữ quốc gia Sri Lanka
Đội tuyển bóng chuyền nữ quốc gia Sri Lanka là đội bóng đại diện cho Sri Lanka tại các cuộc thi tranh giải và trận đấu giao hữu bóng chuyền ở phạm vi quốc tế.